# Casa Ramon Casas
La Casa Ramon Casas, chiamata anche Casa Casas-Carbó, è un edificio modernista che si trova a Barcellona al numero 96 del Passeig de Gràcia.
La casa fu progettata nel 1894 dall'architetto Antoni Rovira i Rabassa per diventare la residenza e il luogo di lavoro del pittore Ramon Casas, che vi visse con lo scrittore Santiago Rusiñol.
L'edificio prevedeva una facciata in pietra, con delle tribune laterali al piano nobile e una centrale al piano superiore e la ripetizione di piccoli finestre nel piano più elevato.
L'appartamento principale, dove risiedeva Casas, è oggi occupato da un negozio di Massimo Dutti, ma è tuttora visibile parte della decorazione in ceramica e ferro battuto realizzata da Josep Orriols e dai fratelli Flinch.